# Бутько, Александр Юрьевич
Александр Юрьевич Бутько (бел. Аляксандр Юр'евіч Буцько; род. 11 февраля 1997, Гродно) — белорусский футболист, нападающий клуба «Гомель».

## Клубная карьера

### «Лида»
Воспитанник футбольной академии гродненского «Немана». В 2015 году футболист стал выступать за дублирующий состав гродненского клуба. В 2017 году футболист перешёл в «Лиду» на правах арендного соглашения. Дебютировал за клуб 8 апреля 2017 года в матче против «Смолевичей-СТИ», выйдя на замену в начале второго тайма. Дебютный гол за клуб забил 20 мая 2017 года в матче против светлогорского «Химика». Футболист сразу же закрепился в основной команде лидского клуба, однако преимущественно появлялся на поле со скамейки запасных. По окончании срока арендного соглашения покинул лидский клуб.

### «Островец»
В 2018 году взял перерыв в футбольной карьере в связи со службой в армии, позже продолжив работать в МЧС. В начале 2020 года футболист начал выступать за зельвенскую «Чайку». В конце июля 2020 года футболист присоединился к «Островцу». Футболист быстро закрепился в островецком клубе, вместе с которым в 2021 году стал победителем Второй лиги. Новый сезон за клуб в Первой лиге начал 9 апреля 2022 года с матча против «Молодечно-2018». Первым забитым голом отличился 11 июня 2022 года в матче против «Осиповичей». В матче 27 августа 2022 года против «Слонима-2017» футболист отличился забитым дублем. Отличился за сезон 3 забитыми голами и 3 результативными передачами.

### «Локомотив» Гомель
В январе 2023 года футболист перешёл в гомельский «Локомотив». Дебютировал за клуб 2 апреля 2023 года в матче против «Молодечно-2018». В следующем матче 8 апреля 2023 года против петриковского «Шахтёра» отличился дебютным забитым голом и результативной передачей. В матче 6 мая 2023 года против пинской «Волны» футболист отличился забитым дублем. В первых 7 матчах футболист отличился 7 забитыми голами в чемпионате. В матче 31 мая 2023 года в рамках Кубка Белоруссии против клуба «Сморгонь-2» футболист оформил покер. Очередным дублем за клуб отличился 1 июля 2023 года в матче против «Барановичей». За первую половину сезона футболист отличился 16 забитыми голами и 5 результативными передачами во всех турнирах.

### «Торпедо-БелАЗ»
В августе 2023 года футболист перешёл в жодинское «Торпедо-БелАЗ». Дебютировал за клуб 5 сентября 2023 года в матче Кубка Беларуси против «Нивы», выйдя на поле в стартовом составе. Свой дебютный матч в Высшей лиге сыграл 30 сентября 2023 года против борисовского БАТЭ, выйдя на замену на 68 минуте. Футболист смог закрепиться в основной команде клуба, выходя на поле со скамейки запасных, однако результативными действиями не отличился. По итогу сезона вместе с клубом стал бронзовым призёром чемпионата. В декабре 2023 года футболист покинул жодинский клуб по окончании срока действия контракта.

### «Ислочь»
В декабре 2023 года футболист перешёл в мозырскую «Славию». В феврале 2024 года появилась информация, что футболист может покинуть мозырский клуб, спустя всего лишь 3 месяца после подписания контракта. Вскоре футболист официально покинул клуб, расторгнув контракт по соглашению сторон. В марте 2024 года футболист присоединился к «Ислочи», подписав контракт до конца сезона. Дебютировал за клуб футболист 15 марта 2024 года в матче против брестского «Динамо», выйдя на замену на 70 минуте. 13 января 2025 года он покинул клуб по окончанию контракта.

### «Гомель»
21 января 2025 года стал игроком «Гомеля», подписав контракт до конца года.

## Международная карьера
В январе 2015 года выступал за юношескую сборную Беларуси до 18 лет. Дебютировал за сборную 3 января 2023 года в матче против сборной Латвии.

## Достижения
«Островец»
- Вторая лига: 2021